# Бурлаки на Волге
«Бурлаки́ на Во́лге» — картина русского художника Ильи Репина (1844—1930), над которой он работал с 1870 по 1873 год. Хранится в Государственном Русском музее в Санкт-Петербурге (инв. Ж-4056). Размер — 131,5 × 281 см (по другим данным — 132 × 283 см). Изображает ватагу бурлаков во время транспортировки барки. Замысел картины возник у Репина в конце 1860-х годов, во время прогулки на пароходе по Неве, которую он совершал вместе с Константином Савицким.
Для того чтобы запечатлеть настоящих бурлаков, в 1870 году Репин отправился в поездку на Волгу вместе с художниками Фёдором Васильевым и Евгением Макаровым, а также своим младшим братом Василием. После возвращения из поездки привезённые Ильёй Репиным работы были показаны великому князю Владимиру Александровичу, который заказал художнику большую картину по одному из эскизов. Весной 1871 года первая версия большого полотна «Бурлаки на Волге» экспонировалась на ежегодной конкурсной выставке Общества поощрения художников в Санкт-Петербурге, где она получила первую премию среди произведений жанровой живописи. После выставки Репин продолжил работу над полотном и внёс в него ряд существенных изменений. В 1872 году художник совершил ещё одну поездку по Волге, во время которой создал ряд этюдов, впоследствии использованных для завершения полотна «Бурлаки на Волге». Кроме того, он написал другой вариант картины, известный под названием «Бурлаки, идущие вброд».
Окончательная версия картины «Бурлаки на Волге» была представлена в марте 1873 года на Академической выставке в Санкт-Петербурге. Несмотря на критику сторонников академического направления, Академия художеств присудила картине Репина золотую медаль имени Виже-Лебрен «за экспрессию». В том же году полотно было послано на Всемирную выставку в Вене, где оно завоевало бронзовую медаль, причём немецкий художник и искусствовед Фридрих Пехт назвал репинских «Бурлаков» «самой солнечной картиной целой всемирной выставки». Полотно было куплено за 3000 рублей великим князем Владимиром Александровичем, который повесил его в бильярдной комнате Владимирского дворца. В 1918 году картина была передана в Государственный Русский музей.
Художественный критик Владимир Стасов называл «Бурлаков» «великой, истинно исторической русской картиной» и «первой картиной всей русской школы от начала её существования». Искусствовед Дмитрий Сарабьянов отмечал, что картина «Бурлаки на Волге» стала центральным произведением русской живописи 1870-х годов и её созданием Репин «поднял бытовой жанр до монументального звучания», открыв тем самым новую перспективу перед русским изобразительным искусством. Искусствовед Татьяна Юденкова писала, что со временем полотно «Бурлаки на Волге» вошло в «ряд шедевров передвижничества» и стало «символом передвижнического реализма», несмотря на то, что оно было представлено не на передвижной выставке, а на академической.

## История

### Предшествующие события и работа над картиной
В 1863 году Илья Репин уехал из своего родного города Чугуева в Санкт-Петербург. В 1864—1871 годах он обучался в Академии художеств, где сначала (до сентября 1864 года) был вольнослушателем, а затем — постоянным учеником. Его наставниками в классе исторической живописи были Фёдор Бруни, Алексей Марков и Пётр Шамшин, он также учился у Петра Басина и Тимофея Неффа. В 1869 году за полотно «Иов и его друзья» (ныне в ГРМ) Репин получил малую золотую медаль Академии художеств.

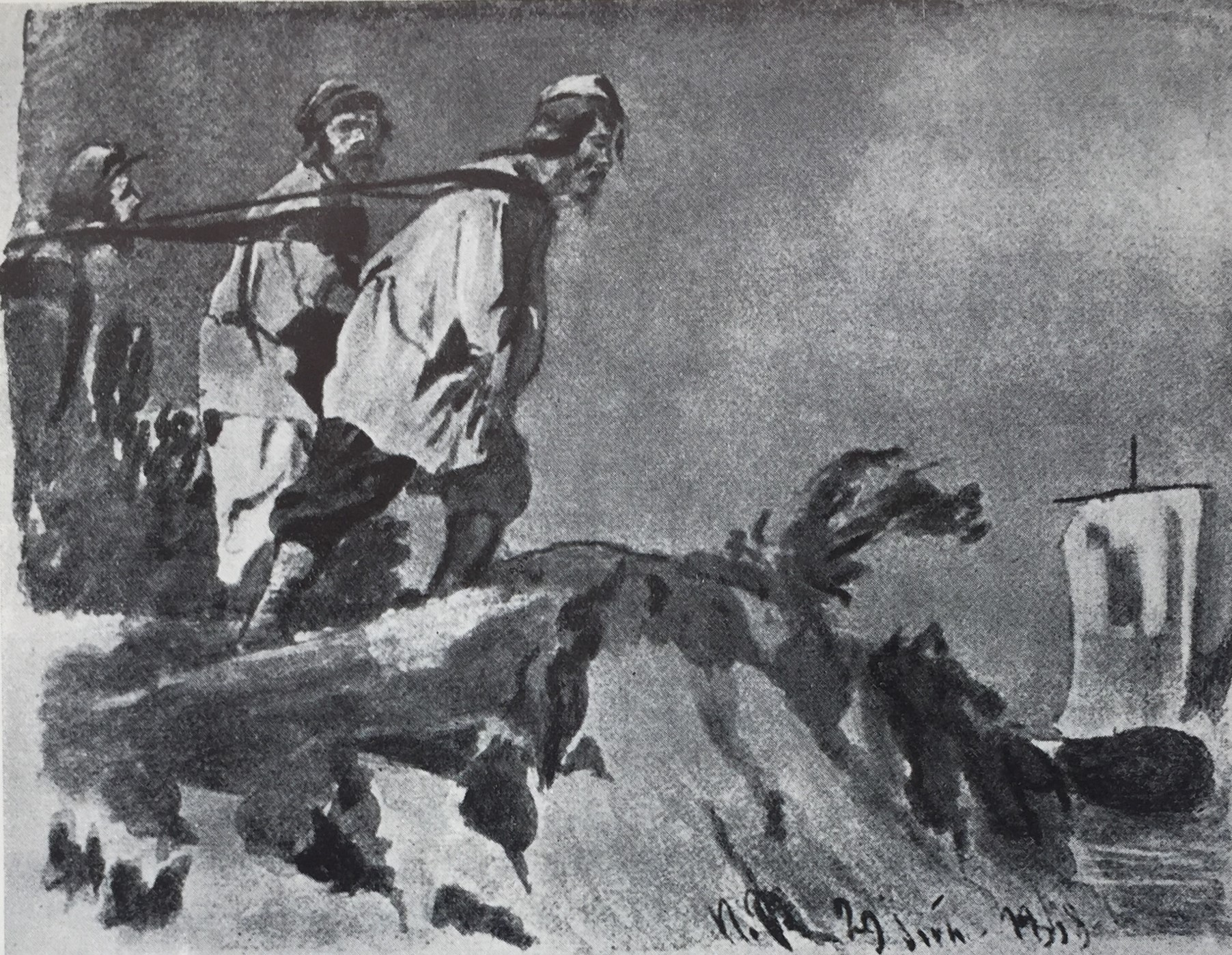
И. Е. Репин. Бурлаки на Неве (акварель, 1868 или 1869)

Замысел картины «Бурлаки на Волге» возник во время работы над «Иовом и его друзьями», летом 1868 или 1869 года, когда Репин вместе с Константином Савицким отправился на пароходе по Неве до Усть-Ижоры. Сам художник в своих воспоминаниях датировал эту поездку 1868 годом, однако впоследствии (в 1950-х годах) искусствоведы Ольга Лясковская и Фаина Мальцева высказали предположение, что, скорее всего, это путешествие по Неве состоялось в 1869 году. Впервые увиденные там Репиным бурлаки произвели на него сильное впечатление, в особенности своим контрастом с жизнерадостным нарядным обществом, а также с живописной природой. Обращаясь к своему попутчику, Репин сказал: «Какой, однако, это ужас… Люди вместо скота впряжены! Савицкий, неужели нельзя как-нибудь более прилично перевозить барки с кладями, например буксирными пароходами?»
По впечатлениям, полученным от поездки по Неве, Репиным были созданы акварельные эскизы. Один из них был воспроизведён в воспоминаниях художника — на нём силуэты бурлаков изображены на фоне неба над обрывом, а ниже по реке плывёт небольшое парусное судно. Образное решение эскиза «смутно и неопределённо» — художник пытается как можно скорее и непосредственнее передать те чувства, которые он испытал при виде тяжёлого и мучительного труда тянущих лямку людей. Другой эскиз включал не только бурлаков, но и контрастировавших с ними дачников, однако художник-пейзажист Фёдор Васильев раскритиковал такую композицию, заявив Репину: «Слишком тенденциозно. Зачем эти навязчивые сравнения — нарядные барышни и бурлаки. Картина должна быть шире, проще. Бурлаки, так бурлаки! И чем проще будет картина, тем художественней».
Для того чтобы увидеть и запечатлеть настоящих бурлаков, Фёдор Васильев посоветовал Репину совершить путешествие на Волгу, выразив желание присоединиться к нему в этой поездке. Сначала это предложение показалось Репину трудноосуществимым, поскольку в то время он был весьма стеснён в средствах, однако Васильев через Общество поощрения художников сумел выхлопотать для него 200 рублей, необходимые для организации поездки. После этого Репин обратился к конференц-секретарю Академии художеств Петру Исееву с просьбой об оплате проезда на речном транспорте, которая была удовлетворена. Сам Репин впоследствии так объяснял причины относительной неудачи первых «невских» вариантов подхода к теме бурлаков: «Сразу я и понять не мог, почему ничего не выходит, потом понял: написать такую картину только на основании мимолётного впечатления невозможно. Я решил, что мне надо уехать туда, где я смогу изучать бурлаков».

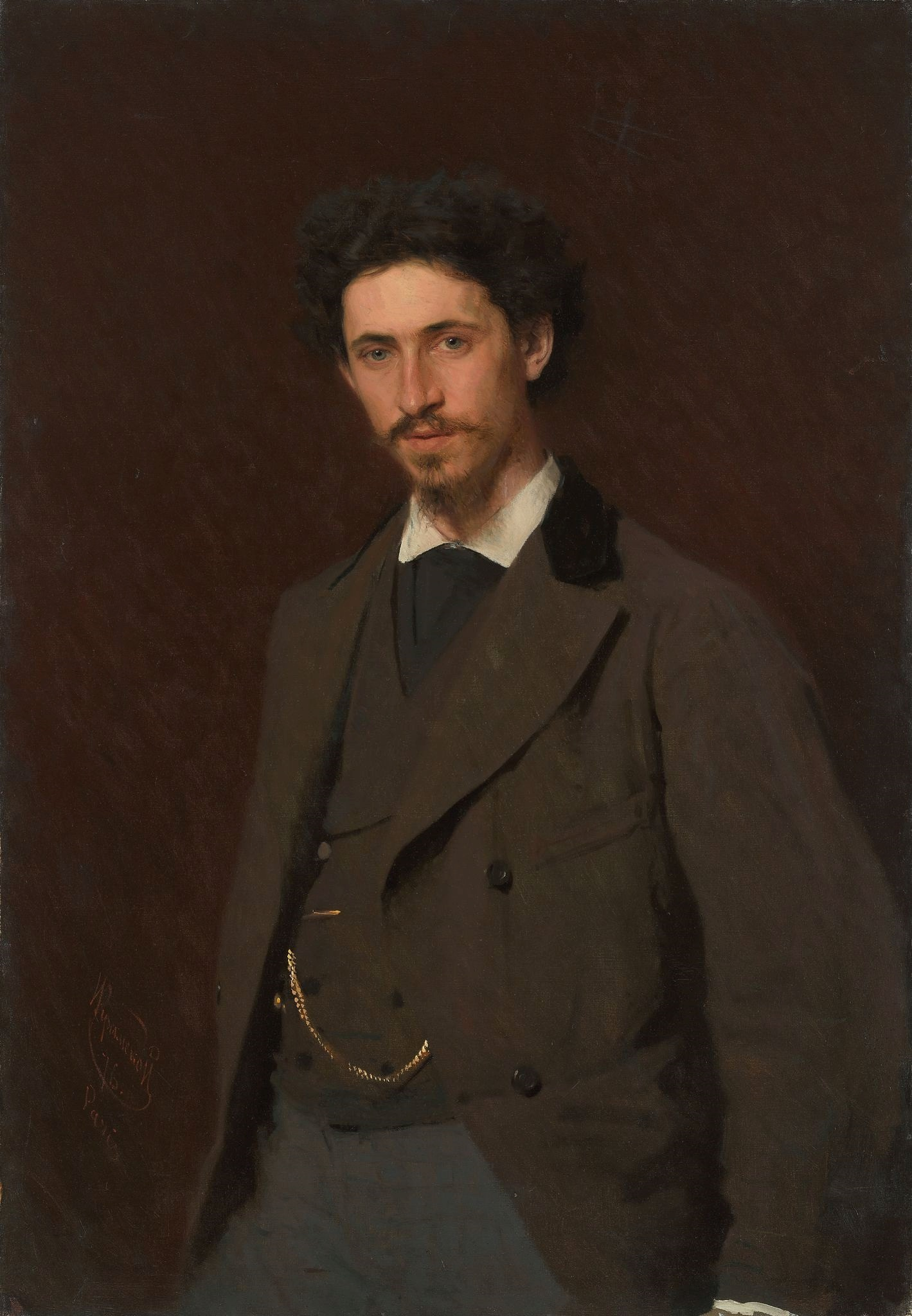
И. Н. Крамской. Портрет И. Е. Репина (1876, ГТГ)

В мае 1870 года Репин и Васильев отправились в поездку на Волгу, вместе с ними в этом путешествии приняли участие художник Евгений Макаров и музыкант Василий Репин, младший брат Ильи Репина. Начав путешествие в конце мая в Твери, сначала они добрались на пароходе до Саратова, а затем поднялись вверх по Волге, высадившись 17 или 18 июня в Ставрополе (также известном как Ставрополь-Волжский или Ставрополь-на-Волге, вблизи нынешнего Тольятти). Проведя несколько дней в Ставрополе, Илья Репин и его спутники переехали в село Ширяево, расположенное на правом берегу Волги у Жигулёвских гор, где и провели остаток лета и начало осени.
Во время своего пребывания в Ширяеве Репин создал эскиз-набросок «Бурлаков», известный как «первая мысль картины». Там же он создал ещё несколько эскизов, включая так называемый «первый набросок», а также многочисленные этюды бурлаков. В Ширяеве Репин встретил бурлака Канина, с которого впоследствии написал одного из основных героев своего полотна, а также познакомился с Илькой-моряком, Алёшкой-попом, Ларькой и другими, которых он запечатлел в этюдах.
Вскоре после возвращения Репина из поездки (по некоторым данным, «на другой же день после приезда» в Санкт-Петербург) привезённые им работы были показаны великому князю Владимиру Александровичу, занимавшему должность президента Академии художеств. Просмотр, организованный при содействии Петра Исеева, проходил в конференц-зале Академии. По словам Владимира Стасова, «небольшие холсты, привезённые без подрамков и лежащие на полу», имели большой успех. Тогда же Владимир Александрович заказал художнику большую картину по эскизу, который ныне находится в собрании Третьяковской галереи (картон, масло, 23,5 × 50,5 см, инв. 708). Вскоре после этого, осенью 1870 года, Репин начал работу над картиной.
В начале 1871 года Репина в его мастерской посетили писатель Иван Тургенев и художник Николай Ге. Осмотрев уставленное на мольберте полотно «Бурлаки на Волге» (это была почти законченная первая версия картины), Ге сказал Репину: «Слушайте, юноша, вы сами ещё не сознаёте, что написали… Это удивительно. „Тайная вечеря“ перед этим — ничто». Тем не менее Ге высказал ряд пожеланий: «Очень жаль только, что это не обобщено — у вас нет хора. Каждая личность у вас поёт в унисон. Надобно было выделить две-три фигуры, а остальные должны быть фоном картины, без этого обобщения ваша картина — этюд». Затем Ге добавил: «Впрочем, вы меня не слушайте, это специальные придирки», и посоветовал Репину оставить, как есть.
Весной 1871 года первая версия большого полотна «Бурлаки на Волге» экспонировалась на ежегодной конкурсной выставке Общества поощрения художников в Санкт-Петербурге. Выставка, открывшаяся 1 марта 1871 года, проходила на первом этаже Дома голландской реформатской церкви (Невский проспект, дом 20). Первая версия «Бурлаков» получила первую премию среди произведений жанровой живописи. Художественный критик Владимир Стасов писал, что за несколько дней пребывания на выставке картина Репина «поразила всех, кто её видел», несмотря на то, что «она была тогда почти ещё только эскизом». После выставки Репин продолжил работу над полотном и внёс в него ряд существенных изменений, в частности, полностью переписав фигуру одного из бурлаков.
В 1871 году за полотно «Воскрешение дочери Иаира» (ныне в ГРМ) Репин был удостоен большой золотой медали Академии художеств. Вместе с этой наградой он получил звание классного художника 1-й степени, а также право на пенсионерскую поездку за границу. Тем не менее художник решил отложить зарубежную поездку, чтобы иметь возможность до отъезда завершить работу над окончательной версией «Бурлаков». Помимо этого, весной 1872 года Репин работал над ещё одним заказом — картиной «Славянские композиторы», которая была закончена в мае.

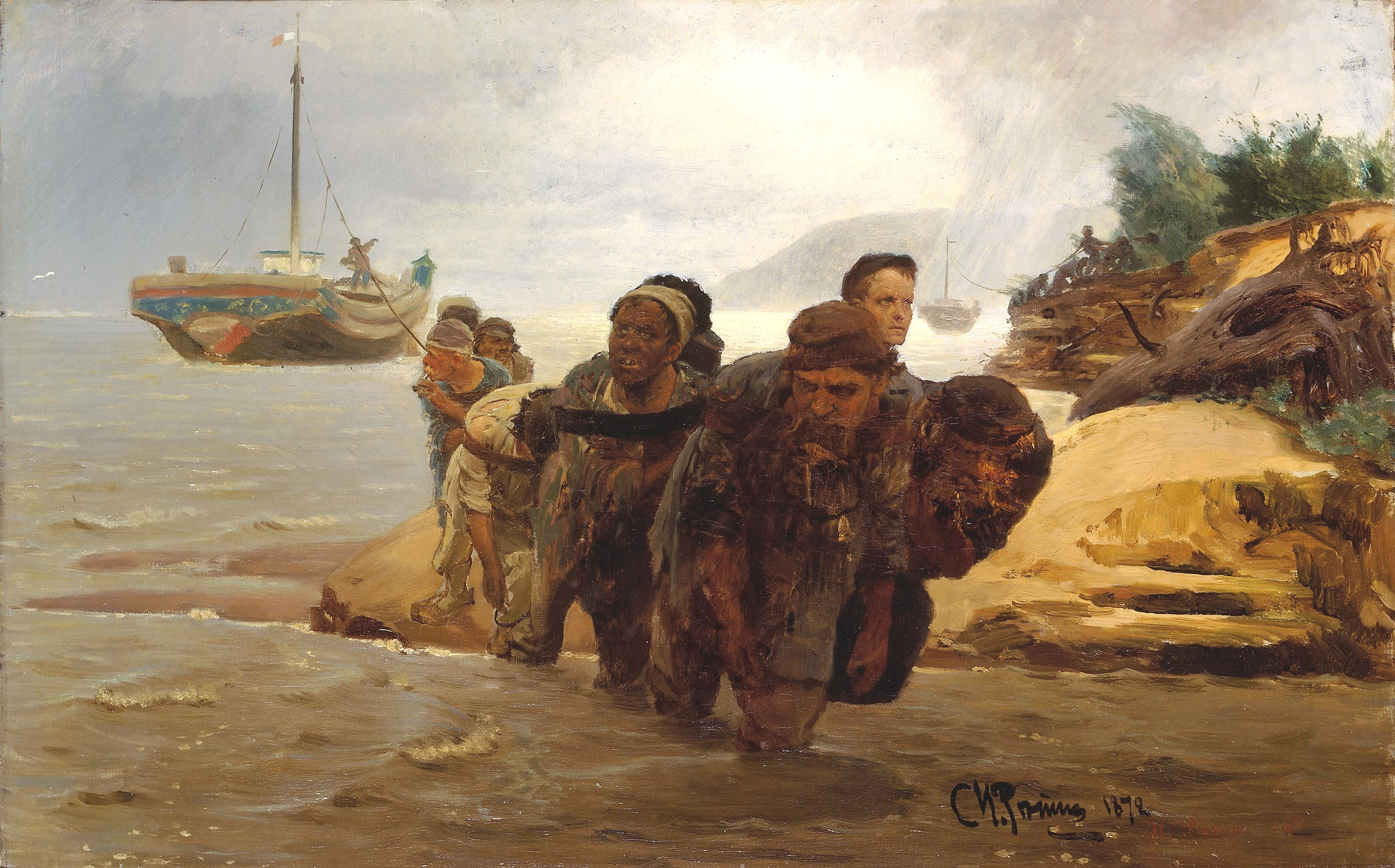
И. Е. Репин. Бурлаки, идущие вброд (1872, ГТГ)

Летом 1872 года Илья Репин совершил ещё одну поездку по Волге — на этот раз, путешествуя вместе со своей женой Верой Алексеевной, он добрался на пароходе до Самары. Во время поездки Репин создал ряд этюдов, которые использовал для завершения картины «Бурлаки на Волге». Кроме того, он написал другой вариант картины, известный под названием «Бурлаки, идущие вброд» (1872, холст, масло, 62 × 97 см, ГТГ, инв. 709). В отличие от основного полотна, здесь бурлаки движутся из глубины практически прямо на зрителя, небо затянуто тучами, и пейзаж играет более значительную роль. В 1873 году этот вариант был приобретён у автора Дмитрием Стасовым (известным адвокатом, братом Владимира Стасова), а в 1906 году он перешёл в собрание Третьяковской галереи. В некоторых публикациях встречаются утверждения о том, что во второй раз Репин ездил на Волгу в 1871 году, а поездка 1872 года была его третьим волжским путешествием. Ольга Лясковская и Фаина Мальцева доказывают ошибочность таких утверждений, основываясь на том, что, во-первых, всё лето 1871 года художник был всецело занят работой над «Воскрешением дочери Иаира», а во-вторых, сам Репин в своих воспоминаниях писал: «Вторая поездка моя на Волгу в 1872 году для окончания картины ограничилась одной Самарой».
В феврале 1872 года Репин познакомился с Павлом Третьяковым — их первая встреча состоялась в Санкт-Петербурге, в мастерской художника. Третьяков очень хотел приобрести для своей галереи «Бурлаков», над которыми в то время работал Репин, однако это казалось трудноосуществимой задачей — художник писал картину по заказу Владимира Александровича, который обещал за неё 3000 рублей и уже уплатил задаток. Тем не менее в начале 1873 года Репину показалось, что при определённых условиях такая возможность могла бы осуществиться. Узнав о том, что художник-академист Генрих Семирадский собирается привезти из Рима в Россию своё большое полотно «Грешница», и полагая, что Владимир Александрович может заинтересоваться его покупкой, Репин предположил, что приобретение сразу двух больших картин может оказаться не по средствам великому князю. В письме к Третьякову от 17 января 1873 года Репин сообщил: «…сегодня я узнал, что картину мою „Бурлаки“ можно отстранить от великого князя; а потому мне теперь надобно заручиться Вашим словом — если Вы заплатите мне за неё 4000 руб[лей], то я примусь хлопотать об этом». Помимо возможности получить лишнюю тысячу рублей, Репина также привлекало то, что в галерее Третьякова полотно было бы доступно для посещения публики; кроме того, по его словам, «сюжет картины, действительно, не дворцовый — уж очень сильно будет контрастировать». Тем не менее задуманная комбинация провалилась, поскольку «Грешница» была приобретена не Владимиром Александровичем, а наследником цесаревичем Александром Александровичем, который заплатил за неё очень большую по тем временам сумму — 10 000 рублей.
В начале 1873 года Репин продолжал активно работать над «Бурлаками», внося значительные изменения в некоторые фигуры. 11 января 1873 года художник сообщал Владимиру Стасову: «В мастерскую я хожу каждый день (искл[ючение] воскр[есенье]), от 11—3 часов, хотя темно ужасно. Думаю, что над картиной придётся поработать ещё полгода; тогда только будет порядочная вещь». В письме от 27 января 1873 года Иван Крамской писал Фёдору Васильеву: «Кстати, Репин всё ещё пишет своих „Бурлаков“: немножко долго — сегодня напишет одно, завтра другое, а когда-нибудь ещё — третье».

### Выставки 1873 года и продажа картины
Картина «Бурлаки на Волге» была представлена в марте 1873 года на Академической выставке в Санкт-Петербурге, на которой экспонировались произведения живописи и скульптуры, предназначенные для отправки на Всемирную выставку в Вену. Полотно находилось на выставке всего несколько дней, так как оно попало туда незадолго до её закрытия. 15 марта 1873 года Репин сообщал Владимиру Стасову: «Наконец-то! Кончил я свою картину и поставил вчера на выставку. Вы не можете себе представить, Владимир Васильевич, какое приятное чувство испытываю я теперь. Как гимназист, выдержавший экзамен». Из всех картин, появившихся на выставке, наибольшего внимания удостоились три полотна — «Грешница» Генриха Семирадского, «Шуты при дворе Анны Иоанновны» Валерия Якоби и «Бурлаки на Волге» Ильи Репина.

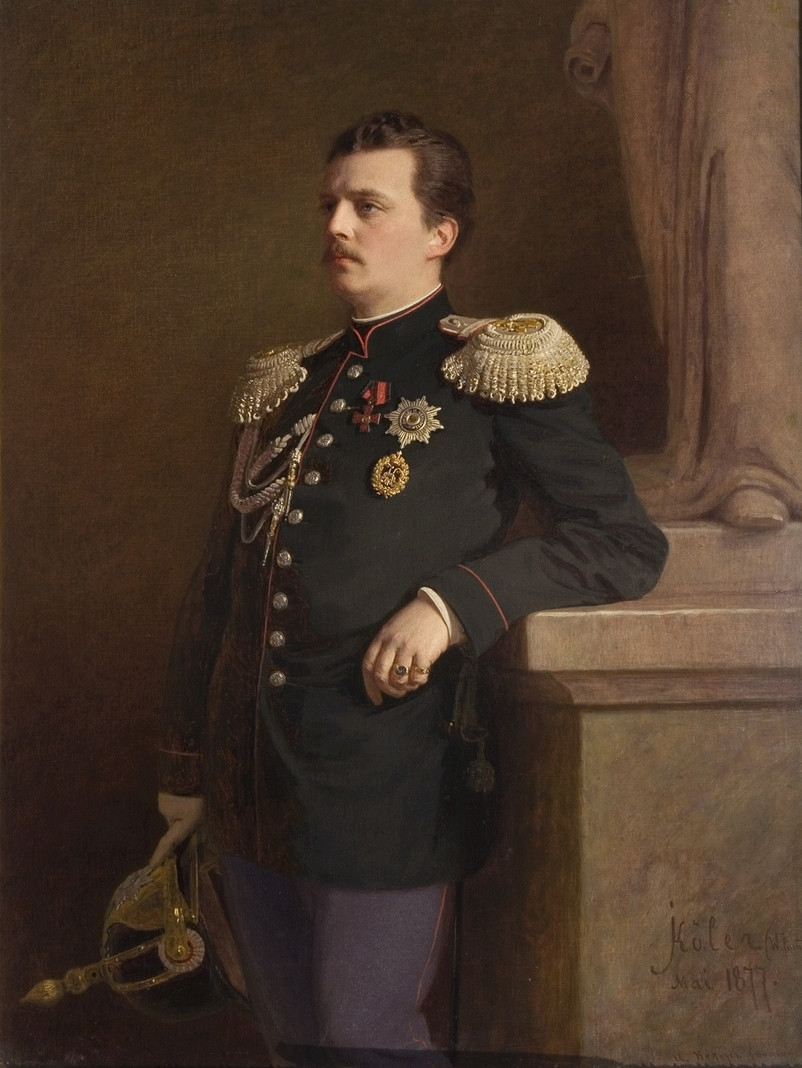
Йохан Кёлер. Портрет великого князя Владимира Александровича (около 1878)

Выставка вызвала много печатных откликов, обсуждавших противостояние реалистической и академической живописи. Публика разделилась на тех, кому больше нравились «Бурлаки», и тех, кто предпочитал «Грешницу» Семирадского. Академист Фёдор Бруни, например, разнёс «Бурлаков» как «величайшую профанацию искусства». Консервативный публицист Алексей Суворин также критиковал произведение Репина. В статье, опубликованной в газете «Русский мир», критик Василий Авсеенко писал, что «перейдя, например, к прославленным газетными крикунами „Бурлакам“ Репина вы испытываете болезненное чувство». В то же время художественный критик Владимир Стасов восторженно отзывался о «Бурлаках» и прославлял Репина как художника, реализм которого можно сравнить с реализмом Гоголя, поскольку он «со смелостью, у нас беспримерною, оставил последние помыслы о чём-нибудь идеальном в искусстве и окунулся с головою во всю глубину народной жизни, народных интересов, народной щемящей действительности». Стасов поощрял композиционные изменения, сделанные художником, назвав предыдущий вариант полотна «почти ещё только эскизом», и с удовлетворением отмечал, что последний вариант картины уже сделан «не для того, чтобы разжалобить и вызвать гражданские вздохи», а с целью показать в первую очередь «виденные типы и характеры». В своём «Дневнике писателя» Фёдор Достоевский проанализировал картину Репина и отметил, что уже только то, что на ней изображены «бурлаки, настоящие бурлаки и более ничего», «можно поставить в величайшую заслугу художнику».
По словам искусствоведа Сергея Эрнста, репинские «Бурлаки», появившись на Академической выставке 1873 года, «произвели громадное впечатление, создав целую литературу, создав множество друзей и множество врагов». Несмотря на критику Бруни и других сторонников академического направления, в том же 1873 году Академия художеств присудила картине «Бурлаки на Волге» золотую медаль имени Виже-Лебрен «за экспрессию». Эта медаль, учреждённая в 1843 году по завещанию французской художницы Элизабет Виже-Лебрен, выдавалась «для награды одного из учеников по классу живописи за написанную голову, особенно выразительную».
На Всемирной выставке в Вене картина завоевала бронзовую медаль. В статье «Современная русская живопись и скульптура на выставке», опубликованной в венской газете «Die Presse», отмечалось, что «Бурлаки на Волге» выполнены превосходно (нем. ausgezeichnet gut), — по словам автора статьи, «здесь типы мужиков, прославившихся своей грубостью и худым поведением, худо одетых и справляющих перед нашими глазами свою работу, а также поволжская местность переданы с величайшим совершенством». Немецкий художник и искусствовед Фридрих Пехт назвал репинских «Бурлаков» «самой солнечной картиной целой всемирной выставки».
3 мая 1873 года Репин, наконец, отправился в зарубежную пенсионерскую поездку. По пути в Италию он остановился на десять дней в Вене и посетил Всемирную выставку, где экспонировались «Бурлаки». Из представленных там произведений других авторов Репин выделил картины польского художника Яна Матейко, а также портрет генерала Прима, написанный французским живописцем Анри Реньо. В письме к Владимиру Стасову от 4 июня 1873 года Репин жаловался на то, что присланные из Санкт-Петербурга в Вену экспонаты «валялись недели три под каким-то забором, под дождём», в результате чего на его картине появились «полосы потёков грязи сверху вниз» — по словам художника, «едва отмыл я их, и то не совсем, даже не отмывались».
Как и ожидалось, полотно «Бурлаки на Волге» было куплено за 3000 рублей великим князем Владимиром Александровичем, который повесил его в бильярдной комнате Владимирского дворца. В своих воспоминаниях Репин писал: «А надо правдy сказать, что великому князю картина эта искренне нравилась. Он любил объяснять отдельные характеры на картине: и расстригy попа Канина, и солдата Зотова, и нижегородского бойца, и нетерпеливого мальчишку — умнее всех своих старших товарищей; всех их знал великий князь, и я слышал собственными ушами, с каким интересом он объяснял всё до самых последних намёков даже в пейзаже и фоне картины».

### Последующие события
Картина «Бурлаки на Волге» также была представлена на Всемирной выставке 1878 года, проходившей в Париже. В каталоге выставки она фигурировала под французским названием «Haleurs de barques sur le Volga» (E. E. Repine). Полотно Репина было положительно встречено критиками. В частности, автор статьи в сборнике «Les chefs-d’oeuvre d’art à l’exposition universelle» («Шедевры искусства на Всемирной выставке») среди экспонатов, представленных в российской экспозиции, особо выделял «Украинскую ночь» Куинджи, «Ремонтные работы на железной дороге» Савицкого и «Бурлаков на Волге» Репина. Французский искусствовед Поль Манц отмечал, что Репин «написал своих „Бурлаков“, нисколько не льстя им, быть может даже с умышленною некрасивостью», и его живопись в этой картине «не имеет никакой претензии на утончённость». Тем не менее, по словам Манца, несмотря на то, что Репин пишет «немного шершаво», он «тщательно выражает и высказывает характер». Сравнивая «Бурлаков» с написанной в 1849 году картиной Гюстава Курбе «Дробильщики камня», Манц писал, что Прудон, «приходивший в умиление» перед полотном Курбе, «нашёл бы здесь [в „Бурлаках“] ещё бо́льшую оказию для своего одушевления». Владимир Стасов в своей статье «Наши итоги на всемирной выставке» в качестве характерного отзыва иностранной прессы привёл суждение французского критика Жюля Кларети, который признавал картину очень русской по духу: «Несчастные создания, идущие в лямках, потеют и истощаются в своей работе. Азиатская жарища пожгла их. Старые и молодые, все они страшные, их примешь, пожалуй, за всклокоченных и свирепых зверей в человечьем образе. Тут сошлись вместе все ужасающие худобы, все лютые дикости. Это картина поразительная, она в самом деле раскрывает горизонты на русский народ».
В 1870-х годах художниками Виктором Бобровым и Львом Дмитриевым-Кавказским были созданы гравюры с картины «Бурлаки на Волге» (гравюра Дмитриева-Кавказского ныне хранится в Государственном историческом музее, инв. И III 21655). Искусствовед Григорий Стернин считал эти работы неудачными, поскольку «тонкая и сложная разработка цвета [в произведении Репина] очень затрудняла воспроизведение картины в одноцветной гравюре».
В 1882 году картина «Бурлаки на Волге» экспонировалась на Всероссийской промышленно-художественной выставке, состоявшейся в Москве. Всего в художественном отделе выставки были представлены пять работ Репина — «Бурлаки», «Воскрешение дочери Иаира», «Проводы новобранца», «Протодиакон» и «Портрет В. В. Стасова». Известно, что Владимир Александрович жаловался на то, что из-за участия картины в выставках стена в бильярдной, на которой она должна была висеть, подолгу оставалась пустой. С момента своего создания до 1917 года репинские «Бурлаки» приняли участие в семи художественных выставках, проходивших как в России, так и за рубежом.
В декабре 1885 года Павел Третьяков обратился к Репину с просьбой сделать для него уменьшенные («20 вершков в длину», около 90 см) повторения картин «Воскрешение дочери Иаира» и «Бурлаки на Волге». Художник, занятый в то время работой над большим полотном «Приём волостных старшин императором Александром III во дворе Петровского дворца в Москве», отказался, предложив поручить написание повторений Валентину Серову, однако эта идея не была осуществлена. Возможно, что именно тогда, около 1885 года, Третьяков приобрёл у Репина эскиз «Бурлаков», по которому было написано большое полотно.

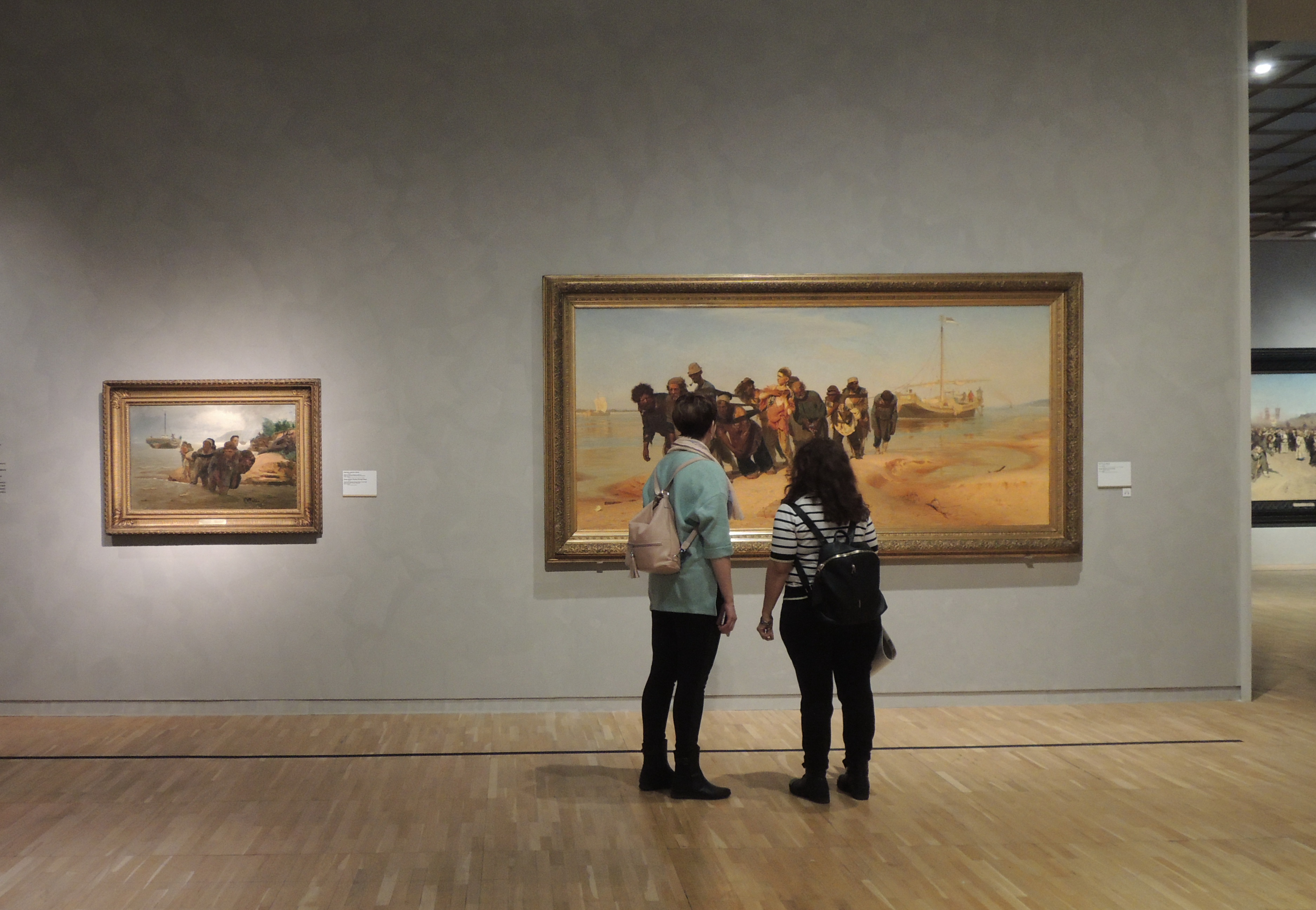
Картины «Бурлаки на Волге» и «Бурлаки, идущие вброд» на выставке 2019 года в Новой Третьяковке

В 1909 году скончался владелец картины — великий князь Владимир Александрович, однако вплоть до Октябрьской революции картина находилась во Владимирском дворце, только в какой-то момент она была перемещена из бильярдной в более парадное помещение — приёмную. В 1918 году картина была передана из бывшего дворца Владимира Александровича в Государственный Русский музей, где она и находится до сих пор. В настоящее время картина выставляется в зале № 33 Михайловского дворца, где, кроме неё, находятся другие известные произведения Репина, такие как «Воскрешение дочери Иаира» и «Садко».
В 1917 году Репин написал другой вариант «Бурлаков», который он назвал «Быдло империализма». Этот вариант экспонировался на Передвижной выставке в Москве в 1918 году (по некоторым сведениям, ныне он хранится в Тбилиси). По оценке художественного критика Михаила Боде, это был пасквиль, причём «злой, плохо написанный и неизвестно, против кого направленный».
В 1922 году в петроградском издательстве «Солнце» тиражом в две тысячи экземпляров вышла брошюра Ильи Репина «Бурлаки на Волге», в которой художник подробно описывал историю создания полотна. Текст, основанный на написанной около 1908 года статье «Из времён возникновения моей картины „Бурлаки на Волге“», впоследствии вошёл в книгу воспоминаний художника «Далёкое близкое». Редактором как брошюры, так и книги был писатель Корней Чуковский. В 1918 году, до выхода брошюры, посёлок Куоккала, где жил Репин, отошёл к Финляндии. Получив авторские экземпляры брошюры, Илья Ефимович в январе 1922 года писал Чуковскому: «Какой небывалый праздник Вы делаете мне! Какое торжество! Какая радость старичку, доживающему свои дни на чужбине! Благодарю, благодарю бесконечно!.. Жду с нетерпением своей книжки [т. е. остальных её выпусков — К. Ч.], уже здесь её ждут друзья и с радостью бросаются на отрывочки». Однако полный текст воспоминаний Репина был издан только после его смерти (художник скончался в Куоккале 29 сентября 1930 года).
Во время Великой Отечественной войны часть картин из собраний Государственного Русского музея была эвакуирована — в их числе были репинские полотна «Бурлаки на Волге», «Запорожцы» и «Торжественное заседание Государственного совета 7 мая 1901 года». 1 июля 1941 года экспонаты музея, подготовленные к эвакуации, были отправлены на Московский вокзал, далее на специальном эшелоне в сопровождении военной охраны в Горький (ныне Нижний Новгород), а затем по Волге и Каме в Молотов (Пермь). Прибывшие туда картины и другие экспонаты были размещены в Молотовской областной картинной галерее (ныне Пермская государственная художественная галерея), расположенной в здании Спасо-Преображенского кафедрального собора. В 1944 году в здании Молотовского областного краеведческого музея была организована выставка, посвящённая 100-летию со дня рождения Ильи Репина, на которой экспонировались «Бурлаки на Волге» и другие произведения художника. После окончания войны экспонаты были возвращены в Русский музей.
В 1963 году искусствоведы-рентгенологи Мильда Виктурина и Лидия Гладкова провели рентгенографирование полотна «Бурлаки на Волге». Результаты рентгенологического исследования нижележащих красочных слоёв картины были приведены в статье Виктуриной, опубликованной в 1978 году. Они позволили сделать ряд заключений по поводу представленной в 1871 году первой версии полотна, а также проследить эволюцию творческого замысла и исканий Репина во время переработки картины.

Памятник «Бурлаки на Волге» на набережной Волги в Самаре (открыт в 2014 году, скульптор — Николай Куклев)

В 1968 году художником-реставратором Ананием Бриндаровым была проведена фундаментальная реставрация картины «Бурлаки на Волге». Решение о её необходимости было принято реставрационной комиссией Русского музея. К тому времени практически весь красочный слой и грунт были покрыты крупносетчатым жёстким кракелюром, сетка которого отображалась на тыльной стороне основы. Ветхость и связанное с ней ослабление натяжения холста могли привести к утратам красочного слоя и грунта. Кроме того, потемнело и пожелтело лаковое покрытие красочного слоя, что привело к искажению авторского колорита полотна. Начальная стадия реставрационных мероприятий включала в себя укрепление красочного слоя и грунта на всей поверхности холста, с последующей отпрессовкой отдельных участков. Процедура укрепления была проведена три раза с лицевой стороны и четыре раза с тыльной. На участки с вертикальными разломами грунта в нижней части холста накладывалась латунная сетка, которая затем проглаживалась тёплым утюгом. Наличие сетки приводило к равномерному прогреванию, способствующему устранению деформаций. После укрепления красочного слоя и грунта картина была перенесена на новый холст. Затем был проведён анализ лакового покрытия, показавший, что в нём были использованы лаки на основе мягких смол, — их удаление проводилось стандартным методом, с помощью соответствующей эмульсии. Чтобы не повредить верхний слой живописи и лессировки, была оставлена тонкая плёнка нижнего слоя лака, толщина которой контролировалась с помощью ультрафиолетовых лучей. После этого на картину был нанесён защитный слой реставрационного лака.
Картина «Бурлаки на Волге» экспонировалась на выставке «Передвижники — новаторы русского искусства», проходившей с сентября 2011 года по январь 2012 года в Национальном музее Швеции в Стокгольме, а также на выставке «Передвижники — художники русского реализма», состоявшейся в феврале — мае 2012 года в Художественном музее в Хемнице. Полотно было одним из экспонатов юбилейной выставки к 175-летию со дня рождения Репина, проходившей с марта по август 2019 года в Новой Третьяковке на Крымском Валу, а затем, с октября 2019 года по март 2020 года, — в корпусе Бенуа Государственного Русского музея в Санкт-Петербурге. С марта по август 2021 года картина принимала участие в персональной выставке Ильи Репина, проходившей в Атенеуме в Хельсинки. С октября 2021 года по январь 2022 года эта экспозиция продолжилась в Пти-Пале в Париже.

## Сюжет, композиция и действующие лица
На картине изображена ватага бурлаков во время транспортировки барки. Группа состоит из одиннадцати фигур, движущихся из глубины полотна справа налево, так что самые левые из них находятся ближе всего к зрителю. Бурлаки выстроены вдоль одной линии, составляющей небольшой угол с горизонталью, — в результате практически все фигуры оказываются расположенными на одном плане, как на барельефе, в соответствии с принципами классицизма, который был важной составной частью академического обучения. Такое построение, с одной стороны, позволяет передать трудность движения и тяжесть работы, а с другой — раскрыть внутренний мир отдельных бурлаков и показать «сложное единство» их совокупности как единого целого. Монументальность фигур бурлаков подчёркнута относительно низкой линией горизонта.
С точки зрения композиции одиннадцать бурлаков могут быть разделены на три группы. К первой, самой левой группе относятся Канин (второй слева) и три ближайших к нему бурлака, ко второй — молодой бурлак Ларька и три фигуры вокруг него, а к третьей — три оставшихся бурлака, которые замыкают движение. Фигуры бурлаков в первой группе изображены в сильном наклоне, однако их головы повёрнуты таким образом, чтобы были видны лица. Это даёт возможность художнику передать психологию и душевный мир героев полотна. Впереди идут двое коренников — Канин, взгляд которого обращён вдаль, и «нижегородский борец» — рыжеволосый бородатый бурлак мощного телосложения, голова которого повёрнута к Канину. Справа от них — наклонившийся ниже всех Илька-моряк (или Илька-матрос), который смотрит прямо на зрителей. За спиной Канина, особо не напрягаясь, бредёт высокий худой бурлак с трубкой. Построение второй группы основано на резкой контрастности образов. Молодость Ларьки — юного паренька в рваной ярко-розовой рубахе, отклонившегося назад и смотрящего куда-то вдаль, — контрастирует с измождённой фигурой чахоточного слева от него, а также с образом старого бурлака, набивающего трубку. За Ларькой и старым бурлаком, частично загороженная ими, видна фигура калмыка. К последней, третьей группе относятся три менее значительных персонажа — идущий в сапогах отставной солдат (сохранилась его фамилия — Зотов), высокий черноволосый «грек» и замыкающий шествие бурлак с опущенной головой.
Фрагменты картины «Бурлаки на Волге»
Центральной фигурой первой группы и одним из основных героев полотна является бурлак Канин. Он движется легко, спокойно и плавно, у него мудрое и кроткое лицо, он смотрит прямо перед собой, его взгляд и проницателен, и мечтателен одновременно. Сам Репин следующим образом описывал свою первую встречу с Каниным. Как-то, наблюдая с пригорка за берегом Волги, он увидел группу бурлаков и спустился к ним. Его поразил тот, кто шёл во главе ватаги: «Вот этот, с которым я поравнялся и иду в ногу, — вот история, вот роман! Да что все истории и все романы перед этой фигурой! Боже, как дивно повязана у него тряпицей голова, как закурчавились волосы к шее, а главное — цвет его лица!.. А вот глаза, глаза! Какая глубина взгляда, приподнятого к бровям, тоже стремящимся на лоб. А лоб — большой, умный, интеллигентный лоб; это не простак…» От других бурлаков Репин узнал, что Канин — расстрига, то есть поп, лишённый сана; по их словам, «он лет десять после того при церкви пел, регентом был, а теперь уж лет десять бурлакствует». Через несколько дней художнику удалось «поймать» Канина на отдыхе и уговорить его (за определённую плату) позировать для этюда. Сохранилась дата, когда Илья Ефимович писал Канина, — это произошло 19 июля 1870 года и заняло целый день. По словам Репина, «во время стояния в лямке он [Канин] поглощал меня и производил на меня глубокое впечатление», «была в лице его особая незлобивость человека, стоящего неизмеримо выше своей среды».
Правее Канина изображён другой важный персонаж — низко склонившийся к земле Илька-моряк. Он пристально смотрит прямо на зрителя своим «пронзительно-ироническим взглядом» и тянет лямку «с отчаянной решительностью и порывистой страстностью», «как бы отводя душу в этом тяжёлом, изнуряющем труде». По описанию Владимира Стасова, этот богатырь, «в лохмотьях и с волосами, перевязанными тряпкой…, кажется, всюду перебывал, во всех краях света отведал жизни и попытал счастья, и сам стал похож на какого-то индейца или эфиопа». Согласно проведённым исследованиям, в первом варианте полотна, показанном в 1871 году, этот бурлак был написан со склонённой головой. Искусствовед Алексей Савинов писал: «Сквозь видимый сейчас слой красок проступает высокий рельеф кругообразно расположенных мазков первоначального изображения его головы — низко склонённой, упавшей на грудь (даже более, чем у бурлака, замыкающего группу сзади)». Этот факт был подтверждён с помощью рентгенологического исследования полотна.
Во второй группе бурлаков выделяется фигура молодого крестьянского парня Ларьки, который тоже является одним из основных героев картины. Он выпрямился, немного откинувшись назад, расправил плечи и схватился руками за лямку. Ларька — пока ещё только начинающий бурлак, он ещё не совсем привык к каторжному труду, его кожа не такая загорелая и грубая, как у других участников процессии. Его остановившаяся фигура нарушает мерный ритм движения ватаги бурлаков и тем самым привлекает к себе внимание зрителя. Кроме того, выделяется своим колоритом ярко-розовая рубаха Ларьки, которая представляет собой «единственное звонкое, мажорное пятно во всей группе». Репин писал, что, несмотря на молодость, в чём-то Ларька «умнее всех своих старших товарищей». Художник много работал над его образом, значительно изменив его по сравнению с версией 1871 года. Проступающие старые мазки, находящиеся немного левее нынешнего контура лица Ларьки, показывают, что в предыдущей версии он стоял совсем прямо и, по всей видимости, в его фигуре не было такого бурного проявления ребяческого протеста, как в окончательном варианте. Искусствовед Алексей Фёдоров-Давыдов отмечал, что Ларька — «второй по силе наряду с Каниным образ в картине», при этом он является центром фигурной части композиции, поскольку и с левой, и с правой стороны от него расположено равное количество бурлаков. По словам искусствоведа Тамары Юровой, «образ Ларьки — кульминационная точка как психологической, так и колористической композиции „Бурлаков“».
Главные действующие лица картины «Бурлаки на Волге»
Наряду с композицией, важную роль в художественном замысле играет колорит полотна, отличающийся как цветовой насыщенностью, так и эмоциональной выразительностью. По сравнению с окружающим пейзажем, бурлацкая ватага написана в гораздо более тёмной и сумрачной гамме, в соответствии с тем впечатлением, которое Репин получил от впервые увиденных им бурлаков на Неве, — «тёмное, сальное, какое-то коричневое пятно». Такая плотная и тёмная гамма, с одной стороны, соответствующим образом настраивает зрителей, а с другой — придаёт группе бурлаков необходимую весомость и монолитность.
Находящаяся на переднем плане полотна процессия бурлаков представлена на фоне волжского пейзажа, однако она «не вписана в него и не растворена в нём». В некотором смысле художник противопоставляет группу бурлаков пейзажу, делая её доминирующей силой, в то время как окружающий пейзаж является для неё только фоном, хотя и несущим немаловажную роль: безбрежные волжские просторы родственны по духу изображённым бурлакам, они подчёркивают «силу и крепость их характеров, величие их души», но при этом усиливают ощущение неестественности и тягостности их положения. Поэтому пейзаж написан художником очень свободно и легко, светлыми прозрачными красками. То же самое относится и к барке, которая как бы «прицеплена» сзади к группе бурлаков, но не отвлекает внимание зрителей от главного. Известно, что в первом варианте полотна на дальнем берегу реки были изображены горы, которые были убраны в окончательной версии 1873 года. Владимир Стасов писал, что Репин «уничтожил горы, тянувшиеся у него вначале длинной зеленовато-серой грядой, по ту сторону Волги, — и сделал чудесно». По мнению Стасова, «картина бесконечно от этого выиграла», «теперь чувствуешь чудную ширь и раздолье, взглянув на эту Волгу, разлившуюся безбрежно во все края».
Флаг торгового флота, поднятый на барке, изображён перевёрнутым. Возможно, флаг был укреплён неправильно по небрежности, а художник просто зафиксировал этот факт, не придавая ему никакого скрытого смысла. На переднем плане перед бурлаками изображена старая морда для ловли рыбы с привязанным грузилом-камнем, валяющаяся на берегу. Вдали, на водной поверхности реки у правого края полотна, изображён дымящий пароход — тем самым художник подчёркивает жестокую нелепость, состоящую в том, что использование труда бурлаков обходится дешевле, чем паровая тяга. В первоначальном варианте полотна парохода не было — об этом свидетельствуют слова писателя и критика Павла Ковалевского, написанные в журнале «Отечественные записки» (№ 5 за 1871 год): «Не достаёт тут для контраста бегущего на всех парах парохода». Появление парохода в окончательной версии полотна было следующим образом прокомментировано критиком и публицистом, теоретиком народничества Николаем Михайловским: «Вот обделённая цивилизацией кучка людей, вот механическая сила пара, которая со временем освободит их от тяжёлого воловьего труда. Но кончатся ли на этом все их мытарства? История цивилизации даёт ответ условный; да, если сила пара будет принадлежать этим самым труженикам, нет, если она очутится в других руках».

## Эскизы и этюды

### Эскизы
В процессе работы над картиной Илья Репин создал ряд графических эскизов. Один из ранних набросков известен как «Бурлаки на Волге (первая мысль картины)» (нынешнее местонахождение неизвестно). На нём художник изобразил шестерых бурлаков, идущих вдоль каменистого берега реки; позади них виднеется барка. Бурлаки расположены так, чтобы соседние фигуры не заслоняли друг друга, однако при этом между ними нет никаких пространственных разрывов. Другой эскиз, хранящийся в Государственной Третьяковской галерее (бумага, графитный карандаш, 18,3 × 32,7 см, инв. 11488, ранее был в собрании И. С. Остроухова, поступил в 1929 году из Музея Остроухова), известен как «Бурлаки на Волге (первый набросок)» — Игорь Грабарь характеризует его как «рисунок, близкий к окончательной редакции картины».
Кроме этого, в литературе упоминаются два эскизных наброска из репинского альбома (ГТГ, инв. 28248), а также ещё один графический эскиз, по поводу которого искусствовед Тамара Юрова пишет: «Надо полагать, что один из первых волжских эскизов, изображающий бурлаков, которые с трудом взбираются по склону холма и вырисовываются тёмным силуэтом на фоне вечернего предгрозового неба, был сделан в начале июня [1870 года], во время плавания на пароходе в верховьях Волги». Репродукция этого эскиза была приведена в воспоминаниях Репина, с комментарием «Один из эскизов к картине „Бурлаки“. Из альбомов И. Е. Репина». Известно, что он выставлялся на одном из аукционов, с указанием следующих деталей: карандаш и белила, с выделением гуашью, 12 × 17 см.
Графические эскизы картины «Бурлаки на Волге»
В Государственном Русском музее хранится эскиз-вариант картины «Бурлаки на Волге» (1870, холст, масло, 28,7 × 42 см, инв. Ж-7928). Он находился в собрании Т. Н. Павловой (Ленинград) и был приобретён музеем в 1963 году у И. В. Павлова. На этом эскизе изображены семь бурлаков, шесть из которых следуют друг за другом, а один идёт в стороне от шеренги. По сравнению с графическим наброском, представляющим собой «первую мысль картины», значительно увеличены размеры барки, которая «словно придавливает своей тяжестью измученных людей». По мнению искусствоведа Григория Стернина, этот эскиз был написан после «первой мысли», но перед «первым наброском картины».
В Третьяковской галерее находится живописный эскиз картины «Бурлаки на Волге» (1870, картон, масло, 23,5 × 50,5 см, инв. 708). Он считается «последним эскизом», по которому было заказано и написано большое полотно. По-видимому, этот эскиз был создан в начале осени 1870 года, перед самым окончанием волжской поездки. Он был приобретён П. М. Третьяковым приблизительно в 1885 году у автора. По словам Григория Стернина, в этом эскизе «вся группа стала собранной, она чётко выделяется тёмной массой на фоне светлеющего к горизонту голубого неба; позы бурлаков стали крепки и устойчивы», их фигуры «господствуют над окружающим пейзажем».
Живописные эскизы картины «Бурлаки на Волге»

### Живописные этюды
В Третьяковской галерее хранятся два живописных этюда для картины «Бурлаки на Волге» — «Бурлак» (1870, холст, масло, 52 × 30 см, инв. 24334, приобретён в 1962 году у И. И. Бродского) и ещё один «Бурлак» (1870, холст, масло, 27 × 22,3 см, инв. 9004, приобретён в 1962 году у Я. И. Ачаркана). В Государственном Русском музее находится один этюд для картины «Бурлаки на Волге», выполненный маслом на холсте, — «Бурлак» (1870, 38,5 × 31 см, инв. Ж-4055, поступил в 1920 году из собрания А. А. Коровина, Петроград). В Национальной галерее Армении хранится ещё один этюд под названием «Бурлак» (1870—1873, холст, масло, 61 × 50 см). Кроме того, по данным на 1960 год, в собрании Н. Н. Кожевникова в Ленинграде хранился масляный этюд юноши, исполненный для образа Ларьки (23,5 × 27 см), а также, по данным на 1974 год, в одном из частных собраний Чехословакии находился этюд «Канин» (1870, холст, масло, 54 × 35 см).
Живописные этюды для картины «Бурлаки на Волге»

### Графические этюды
Ряд графических этюдов хранится в собрании Третьяковской галереи — «Бурлаки, тянущие лямку. Голова бурлака. Две сидящие женщины и курица» (1870, бумага, графитный карандаш, акварель, 24 × 20 см, инв. 10131, ранее находился в собрании Д. В. Высоцкого, поступил в 1927 году из Государственного музейного фонда), «Канин в лямке. Волга у деревни Воровской. Глиняный горшок» (1870, бумага, графитный карандаш, 37,3 × 28,2 см) и «Голова калмыка», или «Калмык» (бумага коричневая, графитный карандаш, 19,5 × 13,8 см, инв. Р-630, с начала 1920-х годов находился в коллекции Е. Миллера в Праге, приобретён в 1961 году у Е. Миллеровой). В Государственном Русском музее хранятся этюды «Бурлак» (1870, бумага, графитный карандаш, 37,2 × 28,1 см, инв. Р-60660) и «Бурлак в шапке», или «Голова бурлака» (1870, бумага жёлтая, графитный карандаш, 19,4 × 14 см, инв. Р-7943, ранее был в собрании С. С. Боткина, поступил в 1917 году от А. П. Боткиной). В собрании Государственного музея изобразительных искусств имени А. С. Пушкина находится этюд «Бурлак», или «Бурлак из Ширяева буерака» (1870, бумага, карандаш, акварель, 34,2 × 24 см, инв. Р-2771).
Графические этюды для картины «Бурлаки на Волге»
Этюд «Бурлак» (1870, бумага, коричневый карандаш, 17,5 × 10 см, инв. Р-1828) находится в собрании Самарского областного художественного музея, этюд «Мужик в картузе» — в собрании Киевской картинной галереи, а этюд «Лёвка-дурачок и голова Канина» (1870, бумага, графитный карандаш, 36,8 × 28,2 см, инв. K-22399) — в собрании Национальной галереи в Праге (ранее находился в коллекции Е. Миллера в Праге). По крайней мере три графических этюда хранятся в Национальном музее Швеции в Стокгольме — «Ларька» (или «Молодой бурлак Ларька»), «Бурлак с опущенной головой» (или «Бурлак, низко склонившийся») и «Бурлак (солдат)».
Графические этюды для картины «Бурлаки на Волге»
Кроме того, известны графические этюды «Алёшка-поп», «Лёвка-дурачок», «„Как за хлеб, так за брань“» (этюд старого бурлака с трубкой) и «Бурлак (солдат)» (другая версия) — в частности, они были воспроизведены в воспоминаниях Репина. Образы Алёшки-попа и Лёвки-дурачка не были включены в окончательную версию полотна, в то время как образ бурлака с эскиза «„Как за хлеб, так за брань“», вероятно, был использован при написании «грека». По данным 1960 года, в коллекции Е. Миллеровой в Праге находился этюд «Канин (в фас)».
Известно, что один из этюдов с изображением Канина был подарен Репиным Нижегородскому художественному музею, открывшемуся в 1896 году. В 1916 году художник попросил переслать ему этот этюд в «Пенаты», обещая вернуть его вместе с другой работой, однако из-за случившихся после этого революционных потрясений и перехода Куоккалы (где находилась усадьба Репина) к Финляндии музей ничего не получил. Искусствоведы Александр Замошкин и Григорий Стернин (в статьях 1947 и 1952 года соответственно) приводят дополнительные подробности: это был этюд Канина во весь рост, датированный 19 июля 1870 года; в 1920 году Репин пытался передать его в Русский музей; впоследствии Вера Репина, дочь художника, вместе с другими произведениями отца продала его Емельяну Миллеру — коллекционеру, бывшему чехословацкому консулу в Хельсинки.
Графические этюды для картины «Бурлаки на Волге»

## Тема бурлаков в творчестве современников Репина
В 1866 году, за несколько лет до появления картины Репина, к сюжету, связанному с бурлаками, обратился художник Василий Верещагин. Летом 1866 года, наблюдая за бурлаками на берегах Шексны, а затем на Волге, он создал ряд этюдов, а также написал эскиз будущей картины «Бурлаки» (картон, масло, 17,5 × 33 см, ныне в Киевской картинной галерее). Живописные этюды Верещагина, связанные с работой над этой темой, хранятся в Третьяковской галерее («Бурлак, подпоясанный ремнём», «Бурлак с низко наклонённой головой», «Бурлак, держащийся руками за лямку», «Бурлак с шапкою в руке» и «Бурлак в фуражке») и Русском музее («Бурлак» и «Голова мужчины»). По словам Владимира Стасова, Верещагин задумал создать картину, в которой «должна была предстать… страшная, гнетущая участь русского человека — возового животного, идущего ступня в ступню берегом реки, под палящим солнышком, с верёвкой поперёк груди». Замысел большого полотна, однако, остался неосуществлённым. Тем не менее известно, что Верещагин возражал против утверждения, что до Репина сюжета бурлаков «никто ещё не смел брать у нас», и, в частности, в письме к издателю Андрею Краевскому, посланном из Мюнхена и датированном 8 (20) апреля 1873 года, сообщал: «Позволю себе заметить, что ещё в 1866 году я начал в Париже большую картину, именно Бурлаков на Волге, за этюдами для которой провёл на месте всё предыдущее лето».
В 1868 году художник Павел Ковалевский написал полотно «Бечевая тяга на реке Ижоре» (холст, масло, 83 × 107 см, ГРМ, инв. Ж-2655). Сюжет картины построен на сопоставлении группы лошадей и ватаги бурлаков, тянущих разные барки. Произведение Ковалевского было представлено на Академической выставке 1868 года. Оно считается первым большим полотном в русской живописи, на котором были запечатлены бурлаки.
Практически одновременно с Репиным над темой бурлаков работал художник-пейзажист Алексей Саврасов. В 1871 году он создал эскиз «Бурлаки на Волге» (бумага на холсте, масло, 41 × 65 см, ГТГ, инв. 4697), который в том же году был использован им для написания полотна «Волга под Юрьевцем», или «Вид Волги под Юрьевцем» (частное собрание, Франция). Искусствовед Фаина Мальцева, анализируя саврасовских «Бурлаков», писала, что «при всей эскизности изображённой жанровой сцены в ней уже раскрывается глубокий социальный смысл темы». В марте 1871 года картина «Волга под Юрьевцем» была представлена на конкурсной выставке Московского общества любителей художеств, где она получила первую премию по отделу пейзажей. В отчёте о конкурсе было написано, что картина Саврасова «возбудила общий интерес публики новизною сюжета и его во многих отношениях прекрасной передачею». Отмечая близость сюжетов саврасовской «Волги под Юрьевцем» и репинских «Бурлаков», Фаина Мальцева писала: «Знаменательно, что эта тема родилась одновременно на рубеже 1860—1870-х годов у двух русских художников, никогда до этого времени не общавшихся друг с другом».
В 1875 году, возможно, под влиянием картины Репина, свою версию «Бурлаков» — «Бурлаки на Ниле» (англ. Towing the Nile, холст, масло, 90 × 151 см; по другим данным, 88,9 × 149,8 см; частное собрание) — создал американский художник Фредерик Артур Бриджмен, осенью 1873 года отправившийся из Парижа вместе с Чарльзом Спарком в путешествие по Египту. В 1877 году он представил свои «египетские» работы в Лондоне на выставке Королевской академии художеств. Газета «Таймс» охарактеризовала «Бурлаков на Ниле» как «лучшую из трёх египетских картин г-на Бриджмена».

## Отзывы и критика
Картина «Бурлаки на Волге» на почтовых марках
Художественный критик Владимир Стасов в опубликованной в 1883 году статье «Двадцать пять лет русского искусства» писал, что картина Репина «Бурлаки на Волге» — «первая картина всей русской школы от начала её существования». По его словам, эта «великая, истинно историческая русская картина» сделалась для нового поколения «такой же знаменитостью, какой для предыдущего был „Последний день Помпеи“». Сравнивая с бурлаками, описанными Николаем Некрасовым в стихотворении «На Волге» (1860), Стасов подчёркивал, что у Репина изображены совсем другие бурлаки — не те, «чей стон у нас песней зовётся», а «могучие, бодрые, несокрушимые люди, которые создали богатырскую песню „Дубинушку“».
Художник и искусствовед Игорь Грабарь в своей монографии о Репине писал, что полотно «Бурлаки на Волге» «знает не много ровней не только в русском, но и в мировом искусстве» в таких элементах, как разработанность темы, глубина проведённого анализа и продуманность всех деталей композиции, над которой художник особенно много работал. По словам Грабаря, детали картины, даже рассматриваемые отдельно от всей группы бурлаков, «так бесподобно ритмичны, так улажены в линиях, так уравновешены в массах света и тени». В то же время, по мнению Грабаря, с точки зрения живописи картина кажется излишне жёлтой и рыжей, «несколько засушенной многократными переписываниями всей группы и каждого бурлака в отдельности».
Искусствовед Дмитрий Сарабьянов отмечал, что картина «Бурлаки на Волге» стала центральным произведением русской живописи 1870-х годов. По его словам, репинские «Бурлаки» — «самая глубокая, самая реалистическая картина 70-х годов и притом самая характерная для этого десятилетия», её созданием Репин «поднял бытовой жанр до монументального звучания», открыв тем самым новую перспективу перед русским изобразительным искусством. Сарабьянов писал, что в этой картине всё интересно и показательно — и сюжет, и композиция, и размер, и трактовка образов, и история её создания. По его мнению, в «Бурлаках» Репин сделал первый шаг на пути, который впоследствии привёл его к созданию «Крестного хода в Курской губернии», а Василия Сурикова — к написанию таких полотен, как «Утро стрелецкой казни» и «Боярыня Морозова».
По мнению искусствоведа Григория Стернина, продолжительная работа Репина над «Бурлаками» является наглядным примером стремления художника к «поиску сюжетных и пластических ходов, дающих многоплановое, идейно ёмкое решение темы». Стернин писал, что, испробовав много вариантов, в окончательной версии картины её автор нашёл такое решение, при котором группа тянущих лямку бурлаков господствует над окружающими их бескрайними волжскими просторами. При этом, по мнению Стернина, «художник добивается этого пока ещё несколько прямолинейными, со значительной долей академического рационализма композиционными средствами».
Немецкий искусствовед Норберт Вольф отмечал, что появление картины Репина «Бурлаки на Волге» стало «международной сенсацией» — молодой художник осмелился увековечить жанровую сцену, не представлявшую особой художественной ценности с точки зрения академических канонов, и превратить её в символ тяжёлого людского труда. По словам Вольфа, в этом произведении Репин с максимально возможным натурализмом показал индивидуальность отдельных бурлаков, при этом их фигуры находились на фоне настолько «экзистенциального и первозданного» пейзажа, что их шествие напоминало «процессию про́клятых» из «Божественной комедии» Данте.
Искусствовед Татьяна Юденкова писала, что картина «Бурлаки на Волге» своим появлением открыла десятилетие 1870-х в русской жанровой живописи и впоследствии стала «символом передвижнического реализма», несмотря на то, что она была представлена не на передвижной выставке, а на академической. По словам Юденковой, созданием «Бурлаков» Репин «предложил путь, по которому дальше двинулась русская живопись», и со временем это полотно вошло в «ряд шедевров передвижничества», хотя изначально оно не имело к нему прямого отношения. Юденкова отмечала, что новаторство Репина состояло в том, что он открыл нового героя, который «отнюдь не является жертвой», — художник наделяет героев полотна множественностью черт, свидетельствующих об объёмности их образов, он даёт почувствовать «мощь и глубокий потенциал» каждого из бурлаков и показывает, что их человеческое достоинство не было уничтожено рабским трудом и их дух не был сломлен.

## Комментарии
1. 1 2  Для датировки событий, происходивших в Российской империи, используется юлианский календарь («старый стиль»).
2. ↑  Дата начала путешествия установлена по датированным рисункам Репина, сделанным во время поездки: согласно подписям художника, 5 июня они проезжали Рыбинск, а 8 июня — Нижний Новгород[38][K 1].
3. 1 2  Игорь Грабарь датирует его 30 июня 1870 года, однако с ним не согласны Алексей Леонов и Григорий Стернин, датирующие этот рисунок 30 июля 1870 года[41][42][K 1].
4. ↑  Памятник «Бурлаки на Волге», представляющий собой бронзовую скульптурную композицию, был открыт 11 сентября 2014 года в ознаменование 170-летия со дня рождения И. Е. Репина. В раме-мольберте перед зрителями на фоне реки и неба предстаёт трёхмерная копия изображённых художником фигур бурлаков; на втором плане виднеется барка. Высота скульптурной композиции — 1,5 м, высота постамента — около 1 м[102].
5. ↑  Коренники, или коренные бурлаки, — те, кого брали на весь сезон, с задатком, в отличие от добавочных бурлаков, взятых на неопределённое время и без задатка[115].
6. ↑  Ранее этот этюд был известен под названием «Бурлак в повязке», но затем было определено, что у него на голове не повязка, а меховая шапка с холстиной[130][42].
7. ↑  Репин начал выставляться на передвижных выставках в 1874 году, а вступил в члены Товарищества только в 1878 году[223].